# Jonas Stenbit
Jonas Stenbit, född 1665, död 7 januari 1749, var en svensk riksdagsman. Han var brorson till riksdagsmannen Lars Stenbit.

## Biografi
Jonas Stenbit föddes 1665. Han var son till handlanden Olof Jönsson Stenbit och Katarina Halenia i Söderhamn. Stenbit var riksdagsledamot för borgarståndet i Söderhamns stad vid riksdagen 1713–1714, riksdagen 1719 och riksdagen 1726–1727. Han avled 1749.

### Familj
Stenbit gifte sig första gången 1692 med Margareta Medvik och andra gången 1703 med Anna Tresk.